# Tấn Ninh
Tấn Ninh (tiếng Trung: 呈贡区), Hán Việt: Tấn Ninh khu là một quận thuộc Côn Minh, tỉnh Vân Nam, Cộng hòa Nhân dân Trung Hoa. Diện tích quận này là 1391 km2, dân số năm 2003 là 270.000 người. Chính quyền quận đóng ở trấn Côn Dương.

## Các đơn vị hành chính

### Trấn
- Côn Dương (昆阳镇)

### Cáchương
- Nhị Nhai (二街乡),
- Bảo Phong (宝峰乡),
- Song Hà (双河乡),
- Tịch Dương、夕阳乡
- Thượng Toán (上蒜乡)
- Lục Nhai (六街乡),
- Tân Nhai (新街乡).